# Johannes Werenzo
Johannes Werenzo (* im 13. Jahrhundert; † 29. Juni 1267) war Domdechant und Domherr in Münster.

## Leben
Johannes Werenzo entstammte dem westfälischen Rittergeschlecht Werenzo, das im 12./13. Jahrhundert in Reken ansässig war.
Seine genaue Herkunft ist nicht überliefert. Als Domherr zu Münster findet er erstmals 1218 urkundliche Erwähnung. Ab dem Jahre 1250 war er Domküster. In dieser Position war er für die Unterhaltung und Ausstattung des Doms verantwortlich. Im Jahr darauf wurde er Domthesaurar. Damit oblag ihm die Güter- und Vermögensverwaltung des Domkapitels. Als Domdechant wird Johannes erstmals am 7. Januar 1263 genannt. Bischof Gerhard bestätigte am 17. Januar 1265 mehrere Maßregeln, die Johannes hinsichtlich der Verwaltung des Weißamts getroffen hatte. Johannes Werenzo war auch Archidiakon zu Billerbeck.
Er blieb bis zu seinem Tod in diesen Ämtern.